# De trodde att Jesus var borta
De trodde att Jesus var borta är en påskpsalm av Anders Frostenson 1957, med melodi (F-dur, 6/4) från samma år av Gunnar Thyrestam.
Psalmen bygger på berättelsen i Johannesevangeliet 21:1–14. Det framstår som paradoxalt att lärjungarna fortfarande skulle tro att Jesus var död, sedan de enligt Johannes fått möta den uppståndne flera gånger. Retoriskt är Frostensons förstastrof effektfull: just när lärjungarna enligt honom trodde att Jesus var död, då kom han på stranden en morgon, som lyste röd.

## Publicerad i
- Herren Lever 1977 som nummer 869 under rubriken "Kyrkans år - Påsktiden".[1]
- Den svenska psalmboken 1986 som nummer 156 under rubriken Påsk.
- Finlandssvenska psalmboken 1986 som nummer 100 under rubriken "Påsk".
- Hela familjens psalmbok 2013 som nummer 98 under rubriken "Hela året runt".[2]